# The Greatest (альбом Дайаны Росс)
| Оценки критиков | Оценки критиков |
| Источник        | Оценка          |
| --------------- | --------------- |
| AllMusic        | [ 1 ]           |

The Greatest — сборник американской певицы Дайаны Росс, выпущенный 7 ноября 2011 года на лейблах EMI TV, UMTV и Motown. На альбоме представлены как сольный материал Росс, так и материал периода The Supremes, а также дуэты с Лайонелом Ричи, Родом Стюартом, Майклом Джексоном, Рэем Чарльзом и Марвином Гэем.
Альбом был выпущен только на европейском и азиатском рынках. Он дебютировал в топ-40 чартов Великобритании и Шотландии. В 2015 году продажи альбома превысили 60 000 копий в Великобритании и ему была вручена серебряная сертификация.

## Список композиций
| №   | Название                                                    | Автор(ы)                                            | Длительность |
| --- | ----------------------------------------------------------- | --------------------------------------------------- | ------------ |
| 1.  | «I’m Coming Out»                                            | Найл Роджерс, Бернард Эдвардс                       | 3:57         |
| 2.  | «Muscles»                                                   | Майкл Джексон                                       | 4:03         |
| 3.  | «Ain’t No Mountain High Enough»                             | Николас Эшфорд, Валери Симпсон                      | 3:30         |
| 4.  | «Why Do Fools Fall in Love»                                 | Херман Сантьяго                                     | 2:55         |
| 5.  | «If We Hold on Together»                                    | Джеймс Хорнер, Уилл Дженингс                        | 4:10         |
| 6.  | «Love Child» (совместно с The Supremes)                     | Р. Дин Тейлор, Фрэнк Уилсон, Пэм Сойер, Дек Ричардс | 2:57         |
| 7.  | «Remember Me»                                               | Николас Эшфорд, Валери Симпсон                      | 3:29         |
| 8.  | «When You Tell Me That You Love Me»                         | Альберт Хаммонд, Джон Беттис                        | 4:04         |
| 9.  | «Chain Reaction»                                            | Барри Гибб, Робин Гибб, Морис Гибб                  | 3:48         |
| 10. | «Touch Me in the Morning»                                   | Майкл Массер, Рон Миллер                            | 3:50         |
| 11. | «It’s My House»                                             | Николас Эшфорд, Валери Симпсон                      | 4:33         |
| 12. | «The Boss»                                                  | Николас Эшфорд, Валери Симпсон                      | 3:51         |
| 13. | «Last Time I Saw Him»                                       | Майкл Массер, Пэм Сойер                             | 2:49         |
| 14. | «My Old Piano»                                              | Найл Роджерс, Бернард Эдвардс                       | 3:56         |
| 15. | «Love Hangover»                                             | Мэрилин Маклеод, Пэм Сойер                          | 3:46         |
| 16. | «Work That Body»                                            | Дайана Росс, Пол Джабара, Рэй Чью                   | 3:35         |
| 17. | «Endless Love» (дуэт с Лайонелом Ричи)                      | Лайонел Ричи                                        | 4:27         |
| 18. | «Baby Love» (совместно с The Supremes)                      | Брайан Холланд, Ламонт Дозье, Эдди Холланд          | 2:37         |
| 19. | «Ease on Down the Road» (дуэт с Майклом Джексоном)          | Чарли Смоллз                                        | 3:24         |
| 20. | «Stop, Look, Listen (To Your Heart)» (дуэт с Марвином Гэем) | Том Белл, Линда Крид                                | 2:52         |
| 21. | «Come See About Me» (совместно с The Supremes)              | Брайан Холланд, Ламонт Дозье, Эдди Холланд          | 2:40         |
| 22. | «Reach Out and Touch (Somebody’s Hand)»                     | Николас Эшфорд, Валери Симпсон                      | 3:05         |

| №   | Название                                                                  | Автор(ы)                                              | Длительность |
| --- | ------------------------------------------------------------------------- | ----------------------------------------------------- | ------------ |
| 1.  | «Upside Down»                                                             | Найл Роджерс, Бернард Эдвардс                         | 3:41         |
| 2.  | «Stop! In the Name of Love» (совместно с The Supremes)                    | Брайан Холланд, Ламонт Дозье, Эдди Холланд            | 2:52         |
| 3.  | «I’m Still Waiting»                                                       | Дек Ричардс                                           | 3:45         |
| 4.  | «Surrender»                                                               | Николас Эшфорд, Валери Симпсон                        | 2:51         |
| 5.  | «One Shining Moment»                                                      | Ваниз Томас                                           | 4:46         |
| 6.  | «Theme from Mahogany (Do You Know Where You’re Going To)»                 | Майкл Массер, Джерри Гоффин                           | 3:23         |
| 7.  | «Reflections» (совместно с The Supremes)                                  | Брайан Холланд, Ламонт Дозье, Эдди Холланд            | 2:51         |
| 8.  | «No One Gets the Prize»                                                   | Николас Эшфорд, Валери Симпсон                        | 4:39         |
| 9.  | «You Are Everything» (дуэт с Марвином Гэем)                               | Том Белл, Линда Крид                                  | 3:09         |
| 10. | «The Happening» (совместно с The Supremes)                                | Брайан Холланд, Ламонт Дозье, Эдди Холланд            | 2:52         |
| 11. | «I’m Gonna Make You Love Me» (совместно с The Supremes и The Temptations) | Кеннет Гэмбл, Леон Хафф, Джерри Росс                  | 3:08         |
| 12. | «You Can’t Hurry Love» (совместно с The Supremes)                         | Брайан Холланд, Ламонт Дозье, Эдди Холланд            | 2:46         |
| 13. | «It’s My Turn»                                                            | Майкл Массер, Кэрол Байер-Сейджер                     | 3:58         |
| 14. | «Big Bad Love» (дуэт с Рэем Чарльзом)                                     |                                                       | 3:45         |
| 15. | «DoobeDood’nDoobe, DoobeDood’nDoobe, DoobeDood’nDoo»                      | Дек Ричардс                                           | 4:53         |
| 16. | «Where Did Our Love Go» (совместно с The Supremes)                        | Брайан Холланд, Ламонт Дозье, Эдди Холланд            | 2:33         |
| 17. | «Not Over You Yet»                                                        | Малик Пендлетон, Кеннет Келли                         | 4:04         |
| 18. | «Take Me Higher»                                                          | Нарада Майкл Уолден, Салли Йо Дакота, Никита Джермани | 4:19         |
| 19. | «You Keep Me Hangin’ On» (совместно с The Supremes)                       | Брайан Холланд, Ламонт Дозье, Эдди Холланд            | 2:41         |
| 20. | «I’ve Got a Crush on You» (дуэт с Родом Стюартом)                         | Джордж Гершвин, Айра Гершвин                          | 3:08         |
| 21. | «Lovin’, Livin’ and Givin’»                                               | Кенни Стовер, Пэм Дэвис                               | 5:14         |
| 22. | «What a Wonderful World» (Live)                                           | Боб Тиэл, Джордж Вайс                                 | 2:08         |

## Чарты
| Чарт (2011—2022)                          | Высшая позиция |
| ----------------------------------------- | -------------- |
| Великобритания (UK Albums Chart)          | 24             |
| Великобритания (UK Album Downloads Chart) | 18             |
| Бельгия/Фландрия (Ultratop)               | 97             |
| Шотландия (Scottish Albums Chart)         | 34             |

## Сертификации и продажи
| Регион                                                      | Сертификация | Продажи |
| ----------------------------------------------------------- | ------------ | ------- |
| Великобритания (BPI)                                        | Серебряный   | 60 000* |
| ^ Данные о тиражах приведены только на основе сертификации. |              |         |